# Myrmecia pyriformis

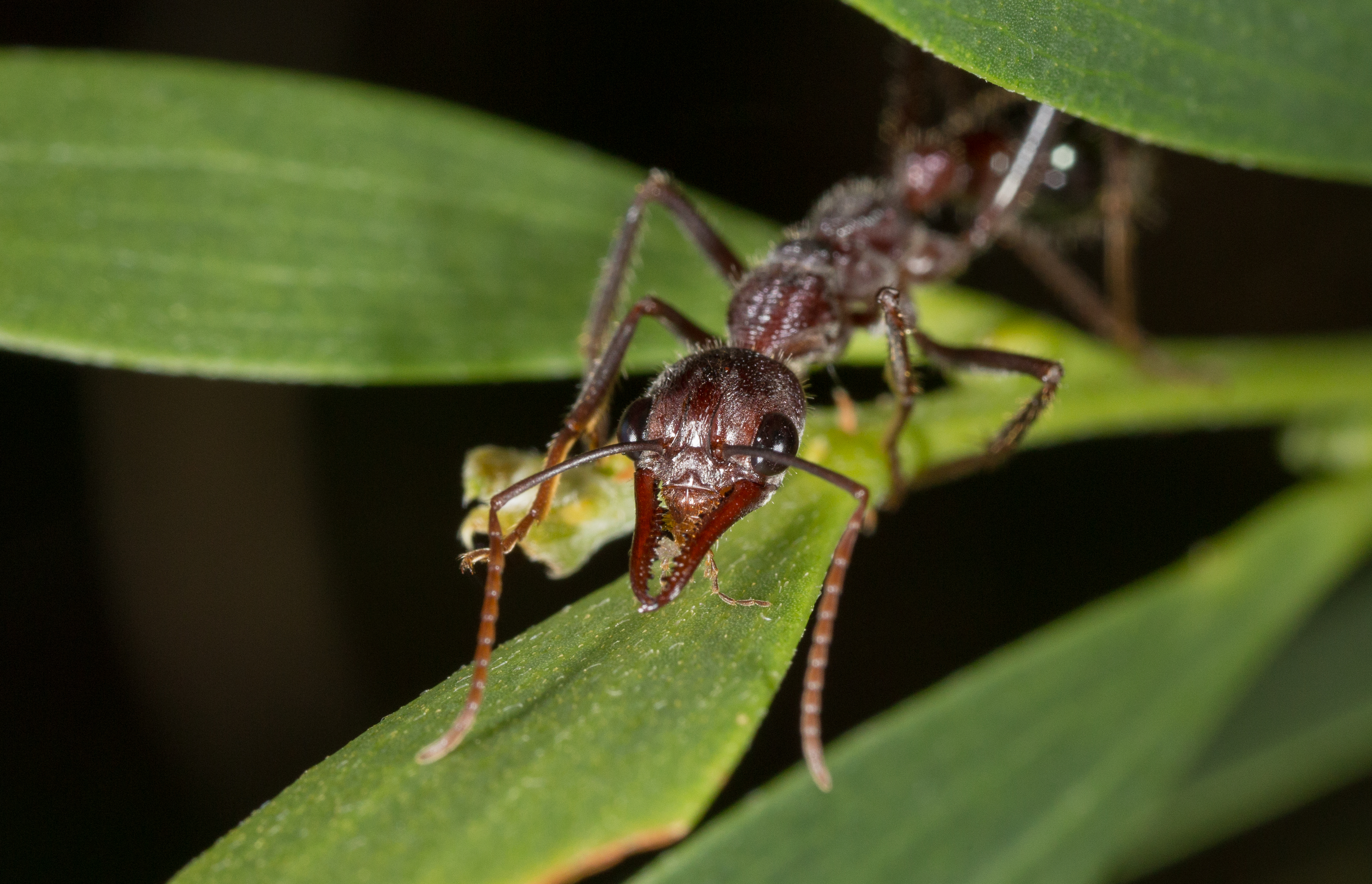

Myrmecia pyriformis (лат.) — вид примитивных муравьёв рода Myrmecia. Один из самых ядовитых муравьёв, внесён в Книгу рекордов Гиннесса.

## Распространение
Австралия.

## Описание

### Морфология
Крупные ядовитые муравьи (длина 2—3 см), рабочие от 14 до 23 мм, самки до 30 мм, самцы менее 20 мм. Основная окраска коричневая (от красновато-коричневой до тёмно-коричневой, почти чёрной). Жвалы длинные многозубчатые. Глаза большие выпуклые, расположены в передней части головы рядом с основанием мандибул. Оцеллии развиты. Нижнечелюстные щупики 6-члениковые, нижнегубные щупики состоят из 4 сегментов. Стебелёк двучлениковый, состоит из петиоля и постпетиоля. Скапус усиков самцов короткий. Крылья с одной маргинальной, тремя субмаргинальными и двумя дискоидальными ячейками. Жало развито. Куколки крытые, в коконе.

### Биология
Myrmecia pyriformis способны жить без маток, благодаря наличию гамэргатов. Муравьиные колонии, собранные в 1998 году без маток, тем не менее продолжали продуцировать рабочих следующие три года.
Хищный вид, ведущий ночной образ жизни. Рабочие M. pyriformis покидают гнездо по отдельности в узком световом окне в вечерних сумерках, чтобы добывать корм на эвкалиптовых деревьях. Большинство фуражиров возвращаются в гнездо в утренние часы, а немногие пытаются вернуться в гнездо ранее в течение ночи. Как в светлых, так и в тёмных условиях муравьи полагались преимущественно на визуальную информацию об ориентирах для навигации. Возможно, из-за плохой навигационной эффективности на низких уровнях освещенности большинство фуражиров ограничивают навигационные задачи периодами сумерек, где все еще доступна достаточная навигационная информация.

## Генетика
Диплоидный набор 2n = 41 хромосома.

## Классификация
Вид был впервые описан в 1858 году британским энтомологом Фредериком Смитом (Frederic Smith, 1805—1879), а валидный таксономический статус подтверждён входе родовой ревизии в 1951 году австралийским мирмекологом Джоном Кларком (John S. Clark, 1885—1956), Национальный музей Мельбурна).
Включён в состав видовой группы Myrmecia gulosa species group.